# باركنسونية حادة
الباركنسونية الحادة أو الرطمة أو شوكة الفرس (الاسم العلمي:Parkinsonia aculeata) هي نوع من النباتات يتبع جنس الباركنسونية من الفصيلة البقولية.

## معرض صور

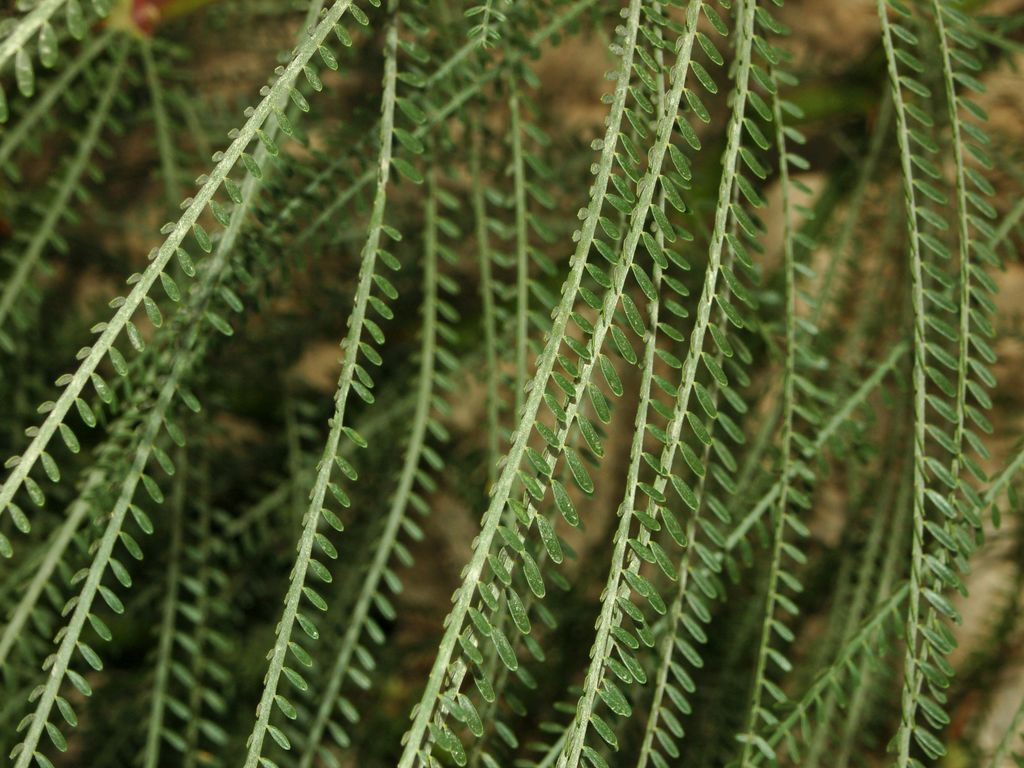
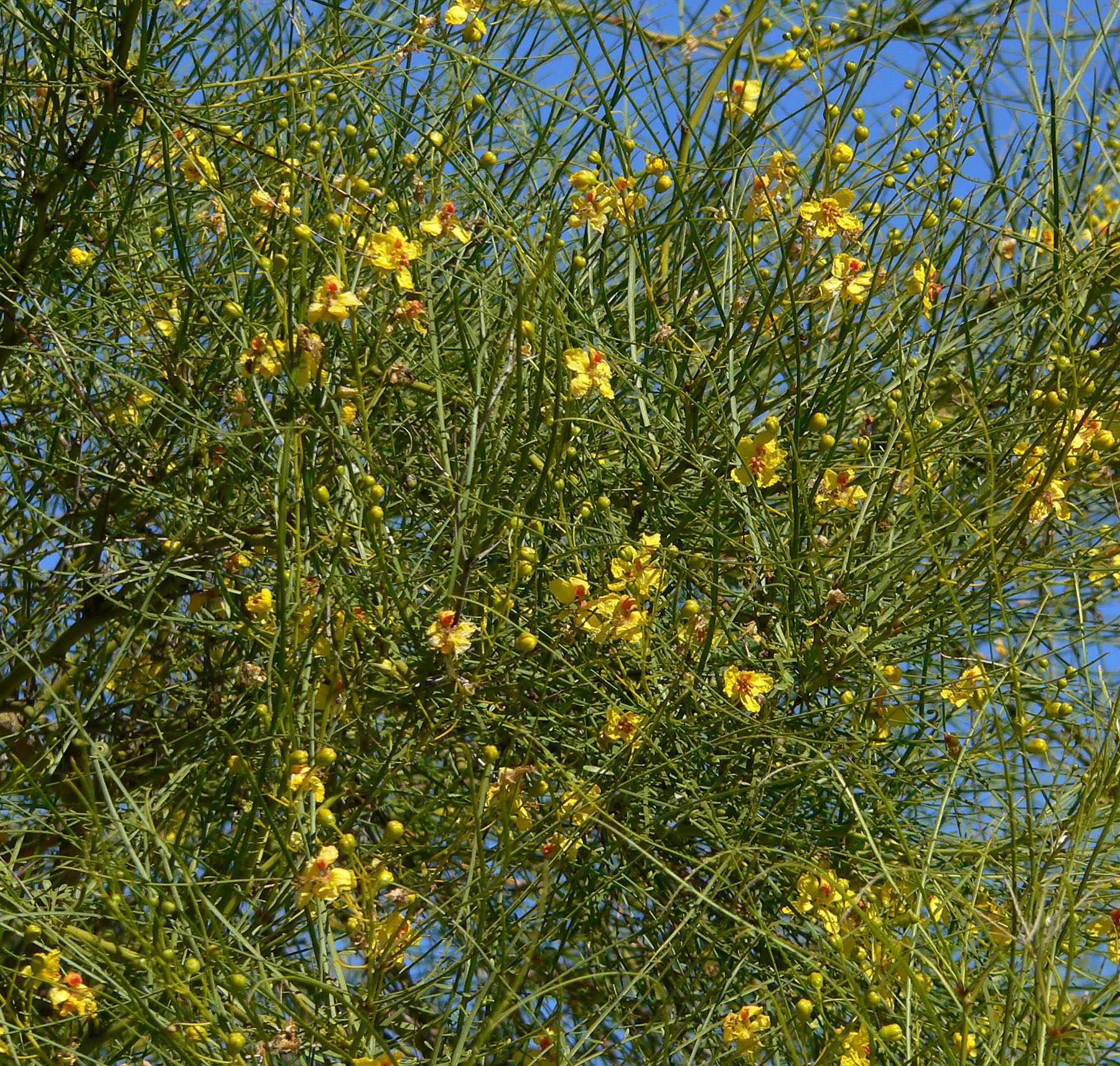
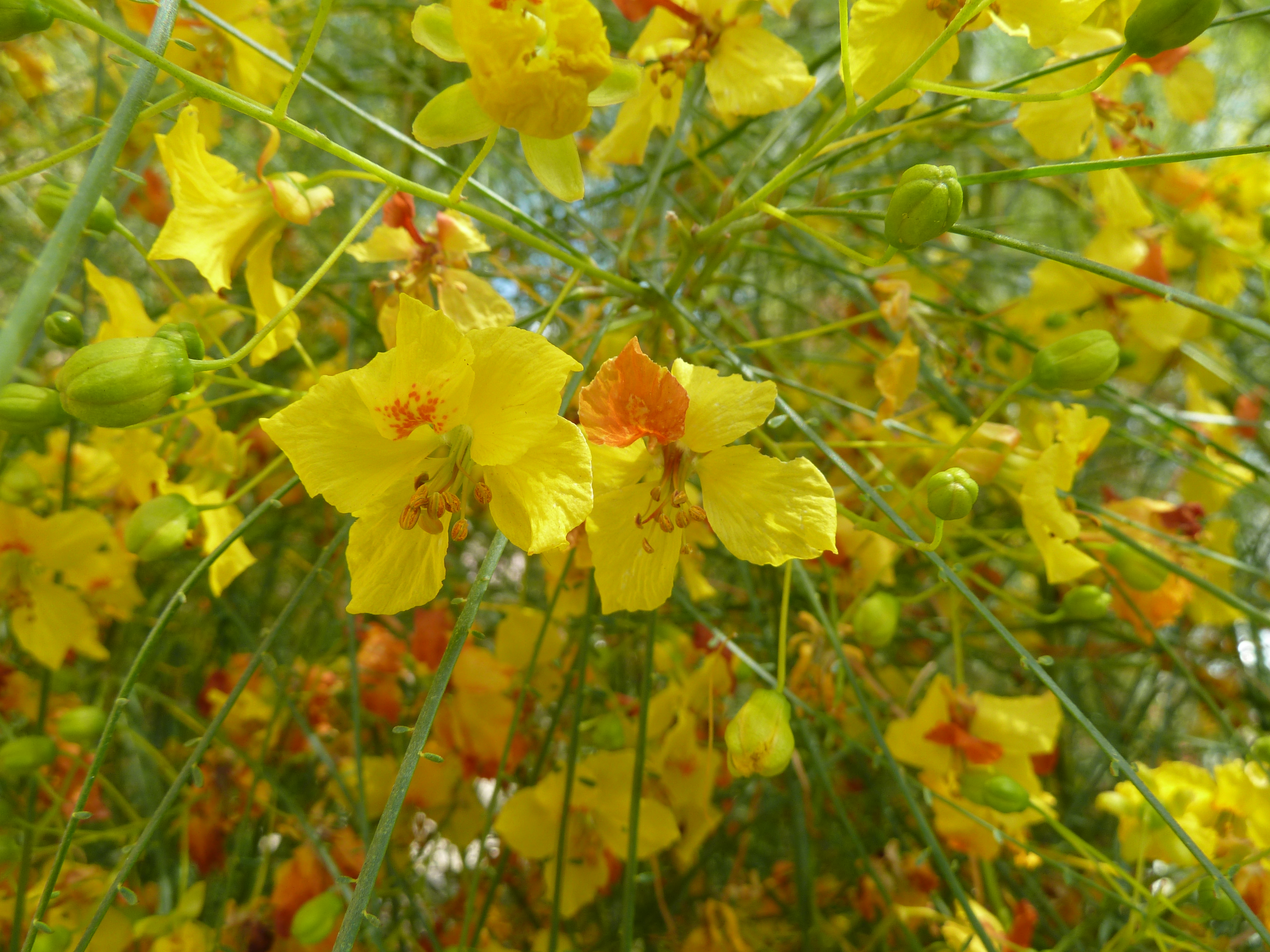
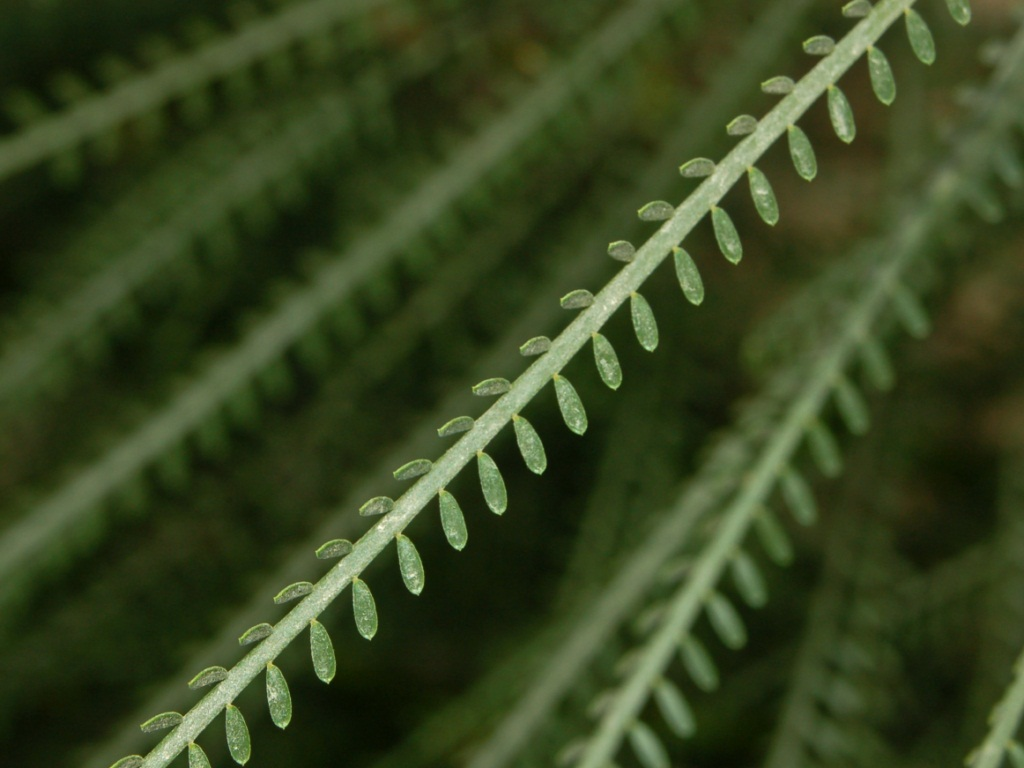
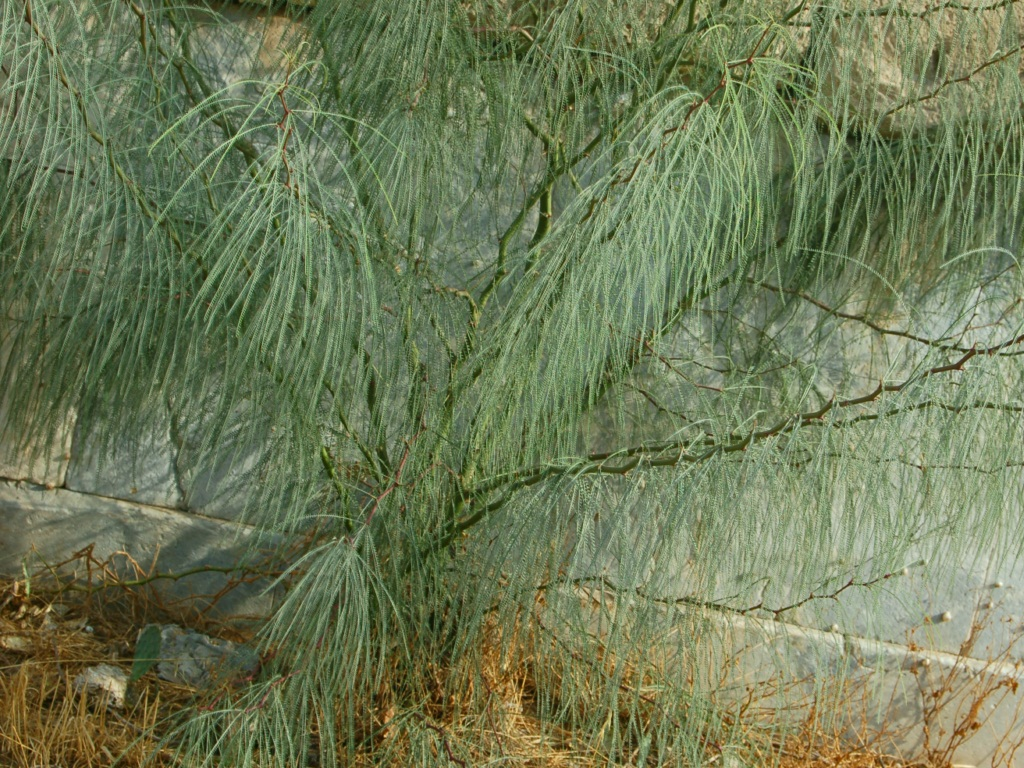
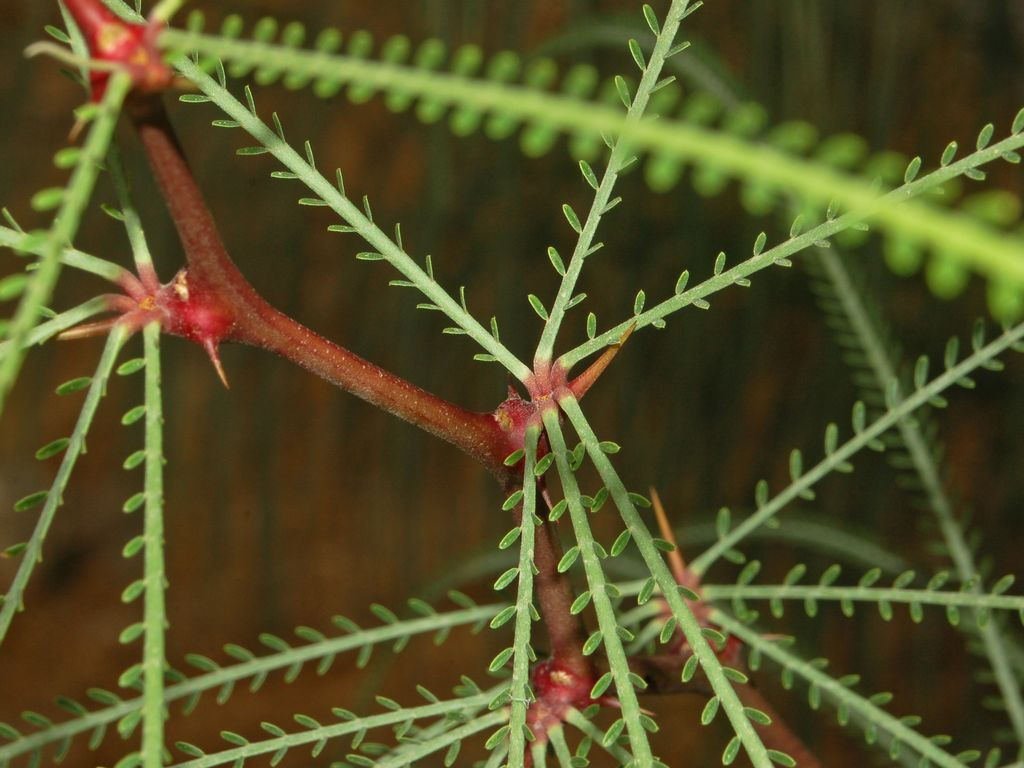